# Georg Marcgraf

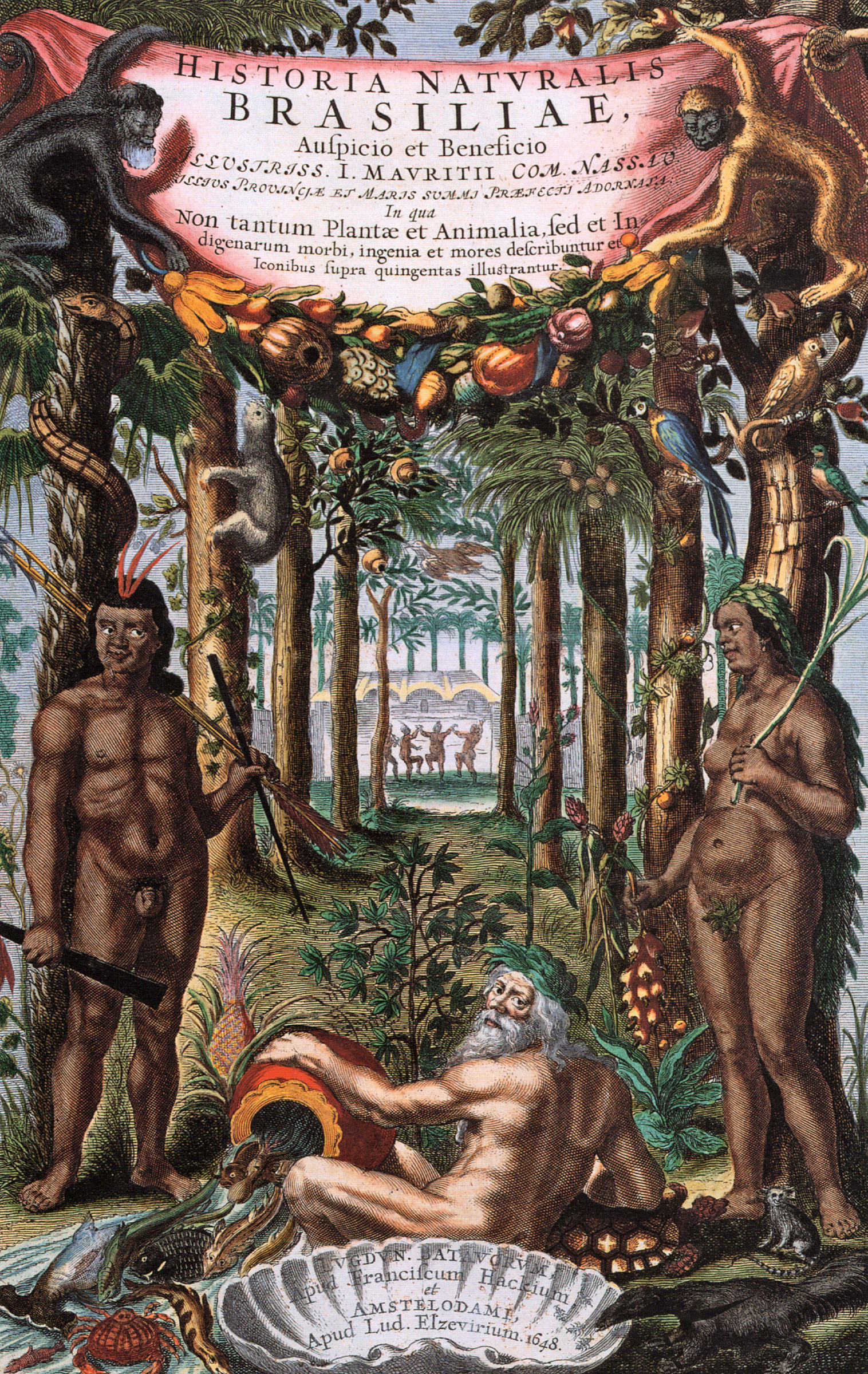
Frontispicio de la Historia Naturalis Brasiliae, 1648

Georg Markgraf o Georg Marcgraf o Georg Marcgrave (Liebstadt, Sajonia; 10 de septiembre de 1610 - Luanda, 1644) fue un naturalista, astrónomo, alemán.
Es considerado el explorador más importante de Brasil en el siglo XVII.
Estudió botánica y medicina en la Universidad de Rostock, así como astronomía y matemática en Szczecin.
En 1638, participó como asistente astrónomo en una expedición dirigida por el médico Willem Piso a petición de Juan Mauricio de Nassau, gobernador general de las colonias neerlandesas en Brasil. Dos artistas Frans Post y Albert Eckhout, les acompañaron.
Navegando a lo largo de la costa, elaboraron la carta de las regiones costeras y tomó parte de varias expediciones al interior durante las cuales realizaría medidas astronómicas, estudios de la fauna y la flora así como de las poblaciones y sus tradiciones regionales.
Su principal aporte a la ciencia fue el material cartográfico que recogió y la realización de una gran carta de Brasil. Este muestra en detalle la región costera y algunos ríos entre el Río Grande al norte y el río São Francisco al sur. Los mapas de Brasil de Georg Marcgraf fueron célebres y se copiaron numerosas veces, especialmente en el siglo XVIII.
Su aporte al campo de la historia natural es también interesante. Después de su muerte, Joannes de Laet, quien lo recomendó para el viaje, recuperó las notas de Markgraf sobre aves y, después de descifrar el código que usaba, las publicó dentro del quinto volumen de Historia naturalis Brasiliae, que se completa con 55 figuras.
Después de la muerte de Joannes de Laet, Willem Piso reescribió la parte dedicada a historia natural e hizo desaparecer el nombre de Georg Marcgraf de ediciones posteriores. Las láminas que acompañan la obra son tan esquemáticas que la determinación precisa de las especies es difícil. Fue el redescubrimiento en 1786 de los originales en color lo que permitió rendir justicia a la calidad de su obra en la que describe 133 especies de aves. De este modo Georg Markgraf se convirtió en la primera fuente de información sobre la fauna de Brasil. Sus descripciones fueron utilizadas por científicos del siglo XVIII como John Ray, Buffon, Johann Friedrich Gmelin o Linneo.
Marcgraf se interesó igualmente por los peces y describió una centena de especies, todas nuevas para la ciencia. Esta obra es interesante puesto que se trata del primer estudio científico de peces no provenientes del Mediterráneo.

## Epónimos
- (Marcgraviaceae) Marcgravia L. ex plum.[1] (IK)